# György Garics (Fußballspieler, 1954)
György Garics (* 24. April 1954; † 9. Juni 2016 in Szombathely) war ein ungarischer Fußballspieler.
Garics spielte in der Saison 1977/78 für SZEOL AK in Szeged und in der folgenden Spielzeit für MTK Budapest in der ersten ungarischen Liga. Für Haladás VSE aus Szombathely absolvierte er zwischen 1981 und 1983 48 Spiele in der Nationalen Meisterschaft.
Garics ist der Vater des österreichischen Nationalspielers György Garics. Er erlag 62-jährig, wenige Tage bevor sein Sohn bei der Europameisterschaft für Österreich antrat, einem Krebsleiden.

## Nachweise
1. ↑  Österreicher Garics trauert um seinen Vater, RP-online vom 11. Juni 2016

| Personendaten    | Personendaten              |
| ---------------- | -------------------------- |
| NAME             | Garics, György             |
| KURZBESCHREIBUNG | ungarischer Fußballspieler |
| GEBURTSDATUM     | 24. April 1954             |
| STERBEDATUM      | 9. Juni 2016               |
| STERBEORT        | Szombathely                |